# Loulay
Loulay település Franciaországban, Charente-Maritime megyében. Lakosainak száma 761 fő (2022. január 1.). Loulay Antezant-la-Chapelle, La Jarrie-Audouin, Lozay, Vergné és Essouvert községekkel határos.

## Népesség
A település népességének változása:
| Lakosok száma | 764  | 728  | 786  | 738  | 817  | 791  | 766  | 751  | 754  | 761  |
|               | 1968 | 1982 | 1990 | 2006 | 2013 | 2015 | 2017 | 2019 | 2020 | 2022 |